# Maillingerstraße
Die Maillingerstraße ist eine Straße in den Münchner Stadtteilen Maxvorstadt und Neuhausen. Sie verbindet in Nord-Süd-Richtung verlaufend die Nymphenburger Straße mit der Marsstraße. Benannt ist sie seit 1886 nach dem bayerischen General und Kriegsminister Joseph Maximilian von Maillinger. Heute ist die Maillingerstraße eine verkehrsberuhigte Nebenstraße.

## Denkmalgeschützte Gebäude
In der Straße befand sich unter der Hausnummer 11–13 ehemals ein Marstallkasernement.
An der Maillingerstraße 11 wurde 1979 ein dreistöckiger Erweiterungsbau für die Landesbesoldungsstelle errichtet.
Es befindet sich dort seit 1968 das Bayerische Landeskriminalamt, das an der Stelle des Artilleriekasernements gebaut wurde, in das ein Teil des denkmalgeschützten früheren Marstallkasernements an der Maillingerstraße 15 (Denkmalnummer D-1-62-000-4157) integriert wurde. Dieses Gebäude sowie fünf weitere vier- bis fünfgeschossige Mietshäuser in der Maillingerstraße stehen unter Denkmalschutz. Dabei handelt es sich um
- ein viergeschossiges Mietshaus vom Baujahr 1893, mit einer Fassade in spätklassizistischer Gliederung an der Maillinger Straße 2 mit der Denkmalnummer D-1-62-000-4153,
- ein um 1890 erbautes viergeschossiges Mietshaus als Sichtbacksteinbauweise mit Putzgliederung in Formen der Neurenaissance an der Maillingerstraße 9 mit der Denkmalnummer D-1-62-000-4154,
- ein um 1880 fertiggestelltes fünfgeschossiges Mietshaus an der Maillingerstraße 12 im spätklassizistischen Baustil mit der Denkmalnummer D-1-62-000-4156,
- ein um 1900 errichtetes viergeschossiges Mietshaus an der Maillingerstraße 32, ausgeführt als Eckbau mit Erkern und oktogonalem Kuppelturm, Denkmalnummer D-1-62-000-4158, und
- ein um 1900 erbautes viergeschossiges Mietshaus als Eckbau im Baustil der deutschen Renaissance in der Maillingerstraße 34, D-1-62-000-4159.[6]

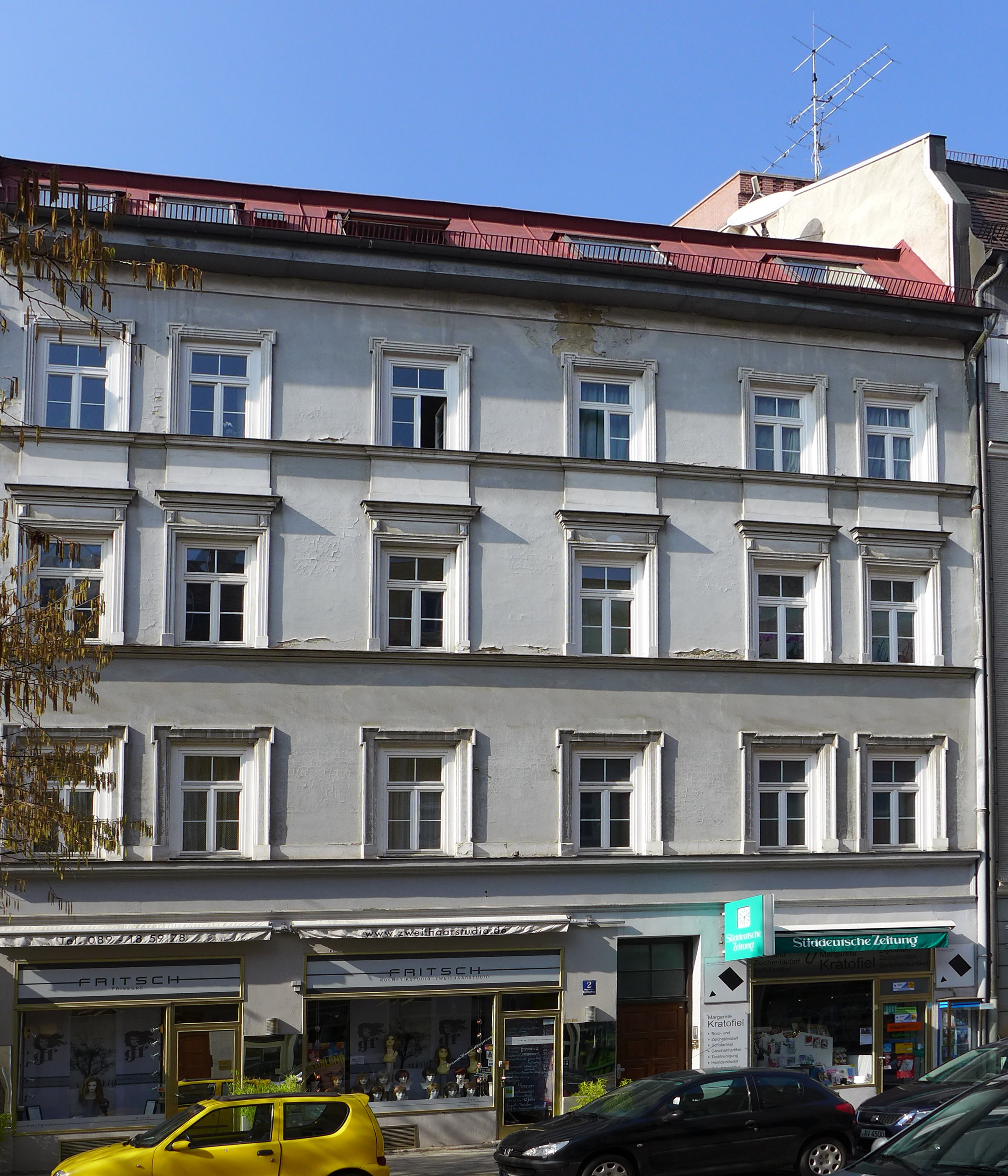
Nr. 2
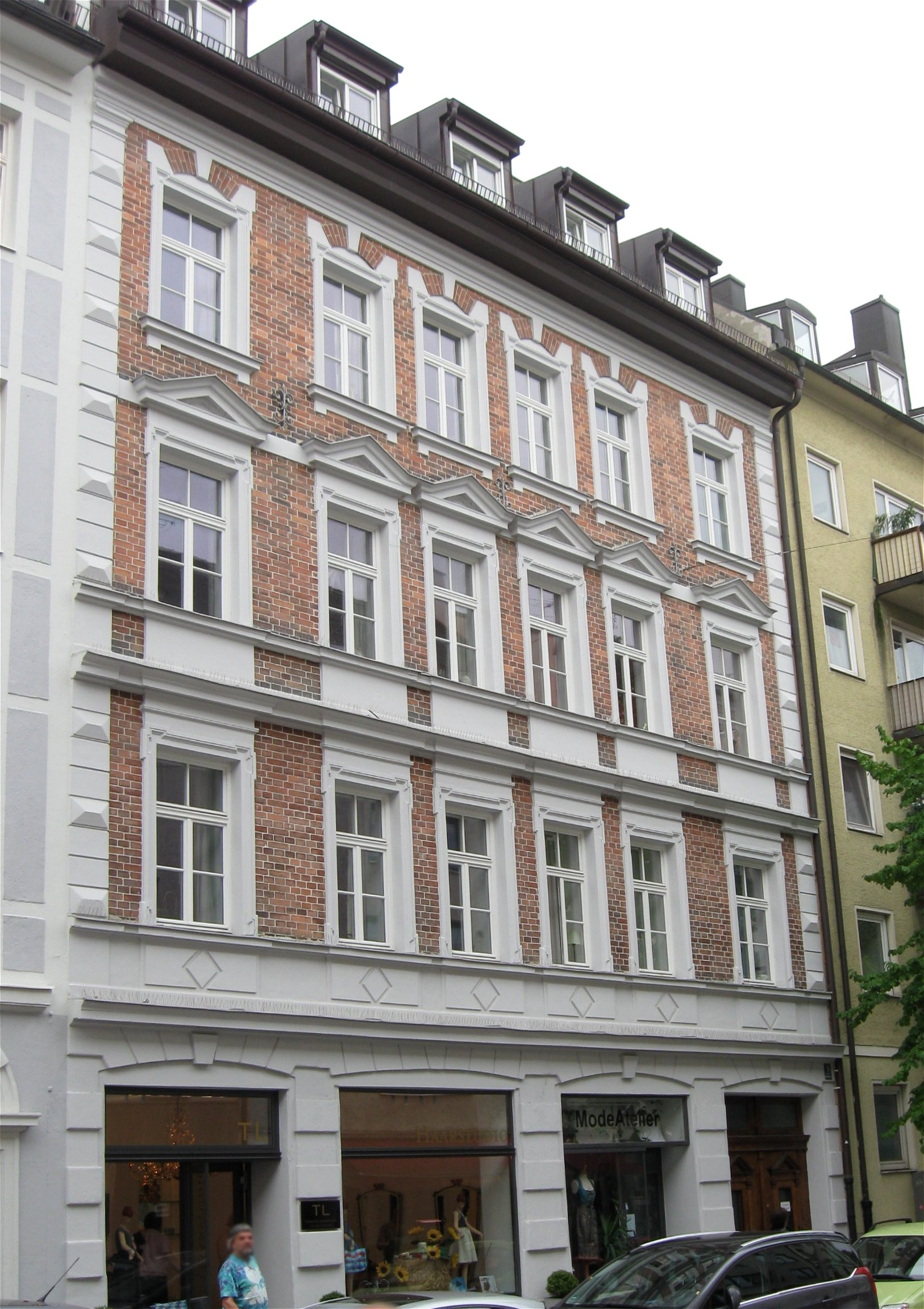
Nr. 9
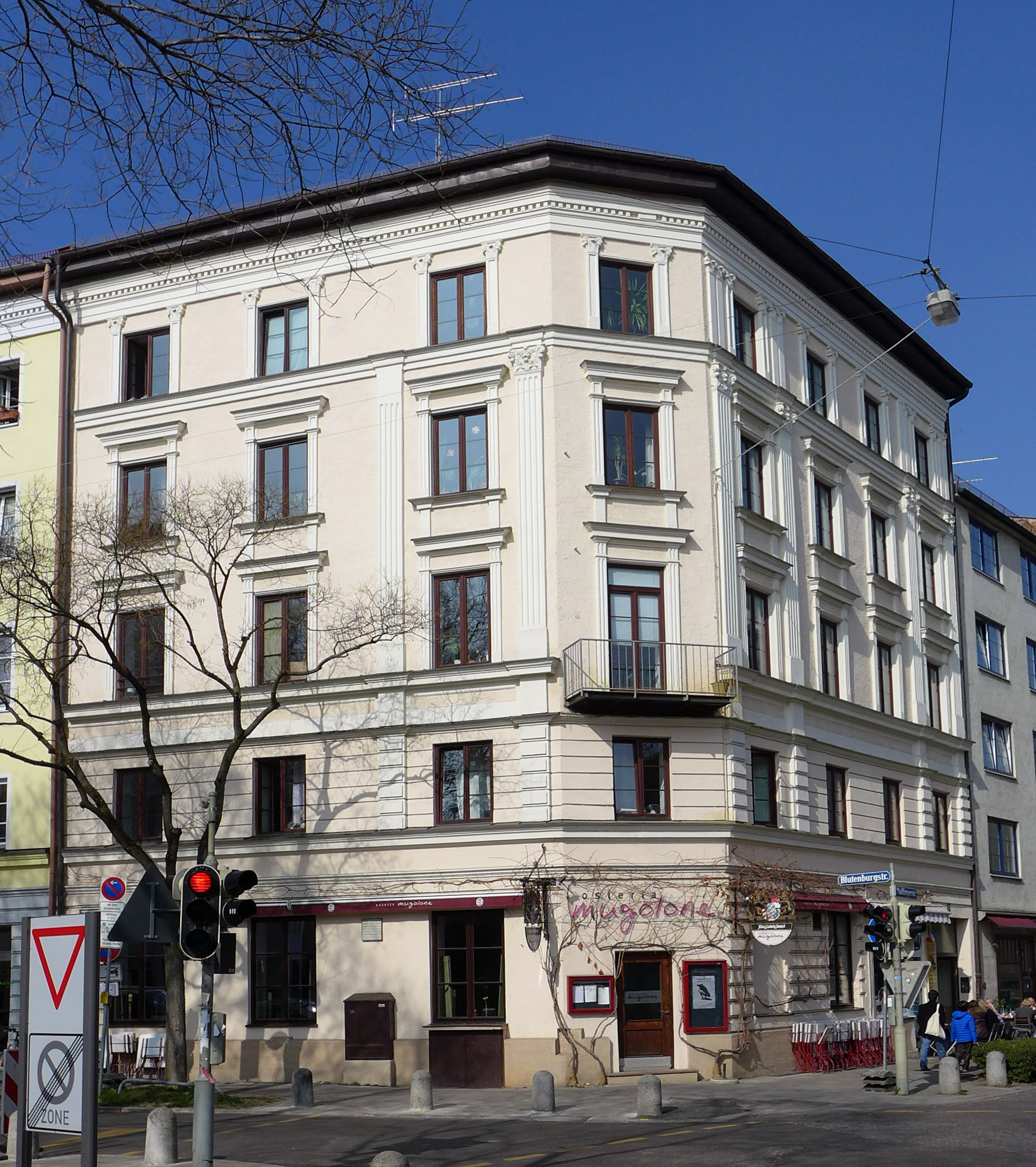
Nr. 12
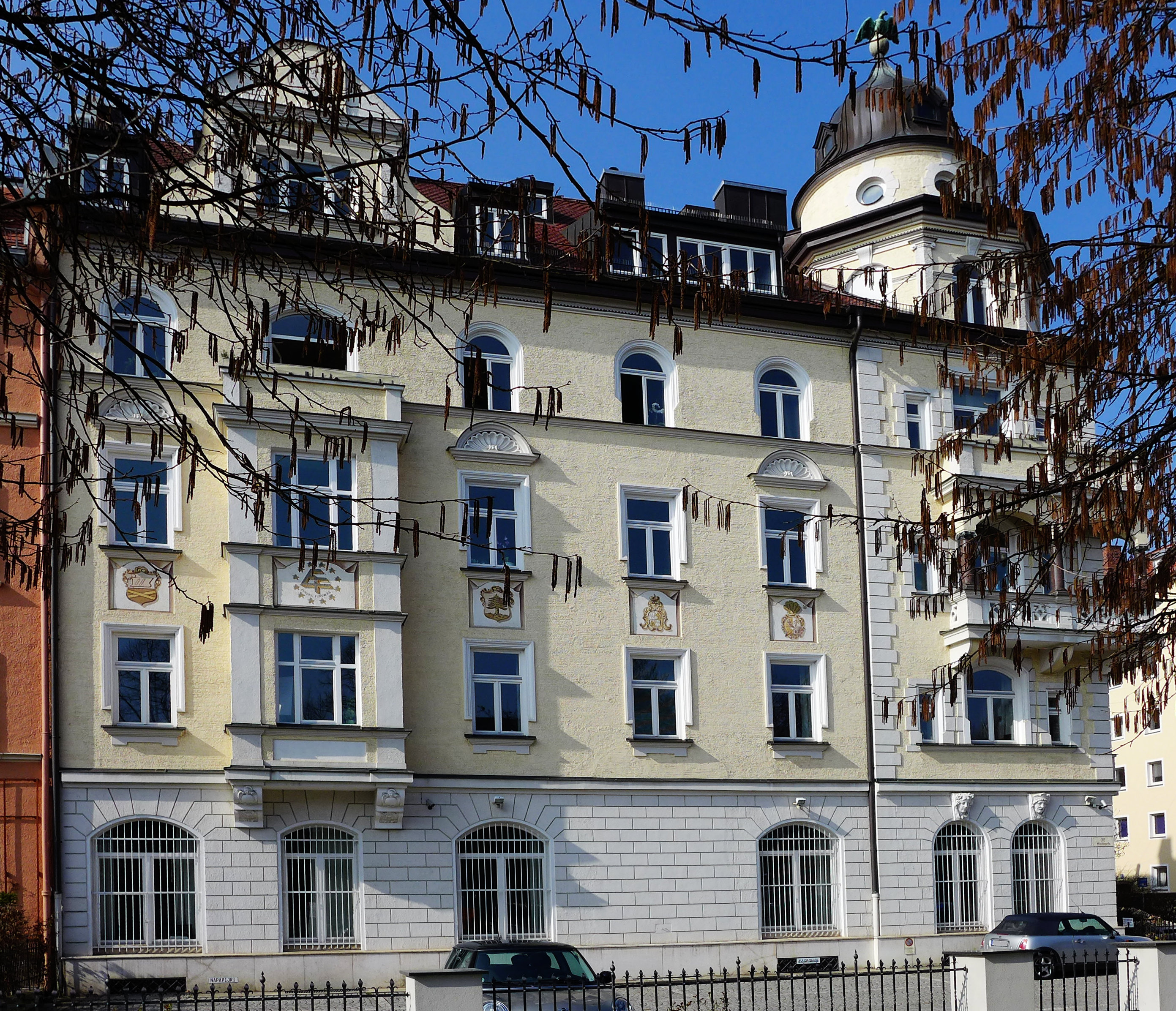
Nr. 32
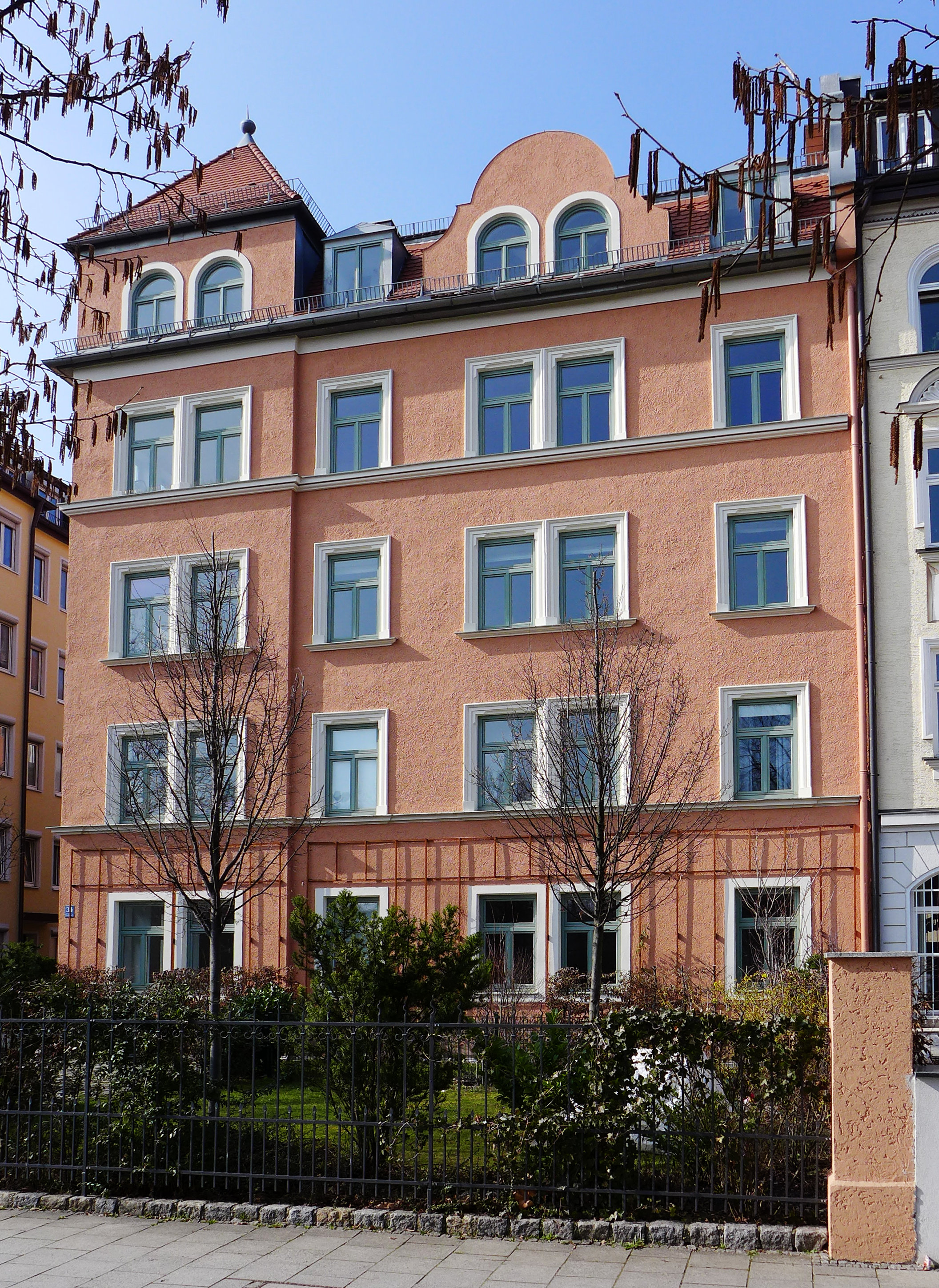
Nr. 34

## Geschichte
Ab 1846 bis zur Eingemeindung von Neuhausen verlief an der Maillingerstraße der Münchner Burgfrieden, die Grenze des Stadtgebiets zur 1890 eingemeindeten  Gemeinde Neuhausen. Die Straße bildet heute noch die Grenze zwischen den Stadtbezirken Maxvorstadt und Neuhausen-Nymphenburg.
Der bayerische Industrielle Georg Krauß gründete am 17. Juni 1866 auf dem Marsfeld die Lokomotivfabrik Krauss & Comp. Sie wurde 1882 von Friedrich Perlberg gemalt. Die Fabrik lag schließlich an der Maillingerstraße 33. Das in den Jahren 1922/23 dort neu erbaute Verwaltungsgebäude wurde an die Deutsche Reichsbahn verkauft.
Der Komponist Carl Orff wurde 1895 in der Maillingerstraße 16 (heute: Hausnr. 30) geboren und wohnte dort bis Oktober 1939.
Von 1924 an waren die Gebrüder Grünsfelder Inhaber einer Metallgroßhandlung in der Maillingerstraße 23, der vormaligen Glockengießerei von Ulrich Kortler (1846–1928). Sie emigrierten im Zuge der Arisierung in München in die Vereinigten Staaten.
Früher zur Maillingerstraße gehörende Bereiche wurden 1965/67 in Helmholtzstraße umbenannt (aus dem Münchener ATEGE-Lager II in der Maillingerstraße 73 wurde Helmholtzstraße 15), andere Bereiche wurden der neugeführten Marsstraße zugeschlagen. Die von der Marsstraße her führende Straße hieß zunächst ab 1890 Has(s)langstraße, benannt nach dem bayerischen Feldmarschall, ab 1947 Baudrexelstraße, benannt nach dem Baumeister Josef Baudrexel (1861–1943). Die an ihr befindliche Landesbesoldungsstelle führte die Hausnummer 2. Diese wurde nach Integration in den Neubau des Landeskriminalamtes der Maillingerstraße 11 zugeordnet.
1995 befand sich in der Maillingerstraße 32 kurzzeitig das Generalkonsulat der Republik Bosnien und Herzegowina.

## Kartographie
In der München-Karte der 4. Auflage von Meyers Konversationslexikon (1888) ist die Maillingerstraße teilweise abgebildet. Als bebaut erscheint der Bereich der heutigen geraden Hausnummern 2 bis 24. In der München-Karte der 14. Auflage des Brockhaus Konversations-Lexikons (1891) ist die ganze Maillingerstraße zu sehen, weitergehend bebaut und inklusive Lokomotivfabrik und Infanteriekaserne.

## Verkehrsgeschichte
Ab dem 21. Oktober 1876 endete hier die erste Linie der Pferdebahn Münchens vom Promenadeplatz zur später so benannten Haltestelle „Burgfrieden-Maillingerstraße“ in der Nymphenburger Straße, dem Vorläufer der elektrischen Straßenbahn.

## Heutige Verkehrsanbindung
In der Nähe der Maillingerstraße liegt an der Nymphenburger Straße der am 8. Mai 1983 eröffnete U-Bahnhof Maillingerstraße der Linien U1/U7  der Münchner U-Bahn.